# Rhythm of Love
Rhythm of Love – trzeci album studyjny australijskiej piosenkarki Kylie Minogue. Został wydany w dniu 12 listopada 1990 r. przez Mushroom Records. Głównym producentem był znany z poprzednich albumów studyjnych artystki zespół Stock Aitken Waterman, ale doszli tez nowi autorzy i producenci: Stephen Bray, Keith Cohen i Michael Jay.

## Lista piosenek
| Nr  | Tytuł utworu                 | Autorzy                                  | Długość |
| --- | ---------------------------- | ---------------------------------------- | ------- |
| 1.  | „Better the Devil You Know”  | Mike Stock, Matt Aitken, Pete Waterman   | 3:54    |
| 2.  | „Step Back in Time”          | Stock, Aitken, Waterman                  | 3:05    |
| 3.  | „What Do I Have to Do?”      | Stock, Aitken, Waterman                  | 3:44    |
| 4.  | „Secrets”                    | Stock, Aitken, Waterman                  | 4:06    |
| 5.  | „Always Find the Time”       | Stock, Aitken, Waterman, Rick James      | 3:36    |
| 6.  | „The World Still Turns”      | Kylie Minogue, Michael Jay, Mark Leggett | 4:00    |
| 7.  | „Shocked”                    | Stock, Aitken, Waterman                  | 4:48    |
| 8.  | „One Boy Girl”               | Minogue, Willie Wilcox                   | 4:35    |
| 9.  | „Things Can Only Get Better” | Stock, Aitken, Waterman                  | 3:57    |
| 10. | „Count the Days”             | Minogue, Stephen Bray                    | 4:20    |
| 11. | „Rhythm of Love”             | Minogue, Bray                            | 4:13    |
|     |                              |                                          | 44:18   |

## Pozycje na listach
| Lista sprzedaży (1990)            | Najwyższa pozycja |
| --------------------------------- | ----------------- |
| Australia (ARIA Charts)           | 10                |
| Niderlandy (MegaCharts)           | 76                |
| Japonia (Oricon)                  | 32                |
| Nowa Zelandia (RIANZ)             | 36                |
| Szwecja (Sverigetopplistan)       | 44                |
| Wielka Brytania (UK Albums Chart) | 9                 |